# Іванов Дмитро Миколайович (солдат)
Дмитро́ Микола́йович Івано́в — солдат МВС України, учасник російсько-української війни.

## Життєпис
Виховувався в родині прийомних батьків. Працював у місті Ананьїв, 10-та пожежно-рятівна частина. Старший сержант служби цивільного захисту. Вступив до Академії пожежної безпеки в Черкасах, хотів бути офіцером. За повідомленнями у ЗМІ, був звільнений з ДСНС «за прогули», коли добровольцем пішов на фронт. За іншими джерелами, був мобілізований разом з пожежним розрахунком до зони АТО. У часі війни — солдат, 2-й батальйон спеціального призначення НГУ «Донбас». Проходив лікування після контузії, після чого повернувся на фронт у складі батальйону «Донбас».
24 травня 2015-го приблизно о 12:45 під час вогневої атаки російських збройних формувань на позиції батальйону «Донбас» під селом Широкине артилерійський снаряд розірвався буля бліндажа, де перебував Дмитро Іванов. Зазнав численних поранень від шматків снаряда та бетону, евакуйований у дуже важкому стані. До лікарні довезти не встигли, помер від поранень.
Похований у місті Ананьїв 27 травня 2015-го; останню дорогу ананьївчани встелили квітами, пожежники увімкнули сирени. Без Дмитра лишилася єдина родичка — тітонька.

## Нагороди
За особисту мужність, сумлінне та бездоганне служіння Українському народові, зразкове виконання військового обов'язку відзначений — нагороджений
- 15 вересня 2015 року — орденом «За мужність» III ступеня (посмертно).